# Даглас Траппетт
Даглас Роберт Траппетт (англ. Douglas Robert Trappett) (1966) — австралійський дипломат. Надзвичайний і Повноважний Посол Австралії в Україні.

## Біографія
Народився в 1966 році. Отримав ступінь бакалавра мистецтв з відзнакою в університеті в Аделаїді та Університеті Джорджа Мейсона, штат Вірджинія, США. Отримав сертифікат в області державної політики з Австралійському національному університеті.
З 1990 року на державній службі. З 1994 року працює в Департаменті закордонних справ Австралії, де займав ряд посад в Канберрі, включаючи посаду директора відділу по В'єтнаму, Камбоджі, Лаосу та Бірмі.
У 1997—2000 рр. — заступник глави дипломатичної місії в Апіа.
У 2004—2006 рр. — служив заступником Глави Місії в Рангуні, в той же час протягом 6 місяців був повірений у справах.
З 2006 — Надзвичайний і Повноважний Посол Австралії в Об'єднаних Арабських Еміратах і Катарі.
Служив офіцером Департаменту закордонних справ і торгівлі та очолював відділ по Таїланду та Філіппінах.
З 12 грудня 2014 року — Надзвичайний і Повноважний Посол Австралії в Україні.
14 січня 2015 року — вручив копії вірчих грамот Заступнику міністра закордонних справ України Олені Зеркаль.